# Eduard Friedrich Poeppig
Eduard Friedrich Poeppig (ur. 16 lipca 1798 w Plauen – zm. 4 września 1868 w Wahren k.Lipska) – niemiecki zoolog, botanik, odkrywca.
Standardową skróconą formą autora, używaną do wskazania przy cytowaniu nazw botanicznych, jest Poepp..

## Życie i kariera zawodowa
Poeppig studiował medycynę w Lipsku, po czym został wysłany przez rektora uniwersytetu botanicznego z misją do Ameryki Północnej i Południowej. W latach 1822–24 przebywał na Kubie, w okresie 1824-1826 przebywał w Pensylwanii, a później na kilka lat wyjechał do Ameryki Południowej, gdzie zebrał około 4000 okazów roślin. Podróż po Chile, Peru i Amazonii opisał w dwutomowej pozycji w latach 1835 i 1836. Do Niemiec powrócił w 1832 z cennymi zbiorami zoologicznymi i botanicznymi i został powołany na stanowisko profesora zoologii na Uniwersytecie w Lipsku. Stanowisko to piastował aż do śmierci.
Poeppig miał także ogromny udział w tworzeniu artykułów z zakresu etnologii, geografii i biologii Ameryki Południowej w Allgemeine Encyclopaedic (wyd. Ersch i Grtiber).

## Zbiory i osiągnięcia
Poeppig opisał 477 nowych gatunków, a ponadto 528 gatunków w 31 całkiem nowych rodzajach.
Poeppig przyczynił się do powstania muzeum w Lipsku, dokąd przekazał swoje ogromne zbiory. Jego nazwisko zostało upamiętnione w epitetach taksonomicznych wielu gatunków – między innymi:
- Erythrina poeppigiana O.F. Cook,
- Geonoma poeppigiana Mart.,
- Psychotria poeppigiana Müll. Arg.
- Zamia poeppigiana Mart. i Eichler
- Lagothrix poeppigii Schinz, 1844
- Spalacopus poeppigii (synonim kururo) Wagler, 1832

## Publikacje
1. Eduard Friedrich Poeppig: Fragmentum synopseos plantarum phanerogamarum. Leipsic, 1833. Brak numerów stron w książce
2. Eduard Friedrich Poeppig: Selbstanzeige der Reisebeschreibung in Blätter für literarische Unterhaltung. Leipsic, 1835. Brak numerów stron w książce
3. Eduard Friedrich Poeppig: Reise nach Chili, Peru, und auf dem Amazonen-Flusse. Leipsic, 1835. Brak numerów stron w książce
4. Eduard Friedrich Poeppig: Nova genera ac Species Plantarmn quas in regno, Chiliensi, Peruviano, ac Terra Amazonica, anni 1827-1832 lectarum. Lipsk, 1835-45. Brak numerów stron w książce
5. Eduard Friedrich Poeppig: Reise nach den Vereinigten Staaten. Lepzig, 1837. Brak numerów stron w książce
6. Eduard Friedrich Poeppig: Landschaftliche Ansichten und erlatuternde Darstellungen. Lepzig, 1839. Brak numerów stron w książce